# ジャック・L・ワーナー
ジャック・レオナルド・ワーナー（英語: Jack Leonard Warner、出生名: ヤコブ・ワーナー、英語: Jacob Warner、1892年8月2日 - 1978年9月9日）は、カナダ系アメリカ人で、兄のハリーやアルバート、サムと共に、ワーナー・ブラザースを設立し、社長を務めた。ジャック・L・ワーナーとクレジットされる。

## 略歴
当初はサムと共に同映画スタジオの共同制作責任者であった。1927年には映画産業にとって初めてとなる長編トーキー映画『ジャズ・シンガー』を製作・公開している。サムの死後、ハリーやアルバートと対立した。サムやアルバートに株式の共同売却に加わるよう説得し、その株式を秘密裏に購入したことにより、1950年代にワーナー・ブラザースの独占的な支配を確立している。
多くの従業員からは恐れられていたが、彼の鋭い洞察力と意志の強さは尊敬されていた。彼はのちにワーナー・ブラザースの優れた俳優を多く採用し、硬派で社会的なドラマを数多く作り出し、スタジオの知名度を向上させた。決断力に関しては、彼は「私が51%正しければ、私は一歩優位にいるのだ。」という言葉を残している。
政治的には、彼は忠実な共和党員であったにも関わらず、民主党のフランクリン・ルーズベルトによるニューディール政策を推進するような映画製作を奨励していた。また、アメリカの第二次世界大戦参戦以前からヨーロッパのファシズムに反対し、ナチス・ドイツを批判していた。さらに共産主義に反対していたワーナーは戦後に下院非米活動委員会の証人として、共産主義者やそのシンパであると疑われて解雇された脚本家の名前を挙げた。このような公的な姿勢は物議を醸すこともあったが、1970年代初頭に引退するまで、映画業界で力を発揮し続けた。